# Bathygobius lineatus
Bathygobius lineatus är en fiskart som först beskrevs av Jenyns, 1841.  Bathygobius lineatus ingår i släktet Bathygobius och familjen smörbultsfiskar. IUCN kategoriserar arten globalt som sårbar. Inga underarter finns listade.